# Cinnamon (софтвер)
Cinnamon (од енгл. , транслит.  — „цимет”) је десктоп окружење које је базирано на ГТК+ 3 алатима. Изашао је 2011. године. Пројекат је покренут у оквиру Форковог ГНОМ Шел-a, нпр. чист гафички шел, али је постао самостално десктоп окружење у Синамону 2.0. Синамон је развијан од стране Линукс дистрибуције Линукс Минта.
Због тога што Синамон десктоп окружење намерава да имплементира другачији графички кориснички интерфејс (ГУИ) од ГНОМ окружења, већина ГНОМ апликација језгра се одвојила, тако да њихови ГУИ могу бити преписани на неки начин.

## Историја
Развојни тим Линукс Минта је био сигуран у будућност дистрибуције након изласка ГНОМ 3. Нови графички шел, ГНОМ Шел, се није уклапао у планове дизајнерског тима које су имали на уму за Линукс Минт, али у почетку није било алтернатива. Линукс Минт 11 "Катја" је објављен у мају 2011. године са коначном верзијом ГНОМ 2, али је било јасно да су потребна боља решења, јер се ГНОМ Панел није више развијао.
Самим тим, тим је покушао да побољша ГНОМ Шел тако да испуни Линукс Минт циљеве, а резултат је био "Минт ГНОМ Шел наставак" (МГШН). У међувремену, МАТЕ десктоп окружење се одвојило од ГНОМ 2. Минт тим је одлучио да прикључи МАТЕ у Линукс Минт 12 "Лиза" уз МГСЕ, дајући корисницима избор да користе традиционални ГНОМ 2 десктоп или ГНОМ 3-базиран на МГСЕ.
Међутим, МГСЕ није оправдао очекивања. Од кад ГНОМ Шел иде у супротном працу од идеја Минтовог развојног тима, било је јасно да МГСЕ неће бити одржив на дуге стразе. Као одговор на овај проблем, ГНОМ Шел је одвојен да би се направио Синамон пројекат, дајући развојном тиму Линукс Минта бољу контролу над развојним процесом и могућност да имплементирају своју визију ГНОМ интерфејса за коришћење у будућим верзијама Линукс Минта. Пројекат је јавно објављен 2. јануара 2012. године на блогу Линукс Минта.
Од верзије 1.2 па надаље, Синамон користи Мафин као сопствени виндоус менаџер, одвојен од ГНОМ 3 виндоус менаџера који се зове Мутер.
Синамон 1.6 је направљен 18. септембра 2012. године са новим стандардним претраживачем Немо који је заменио Наутилус, али је Наутилус остављен такође.
Синамон 1.8 је објављен 5. маја 2013. године, где је ГНОМ контролни центар одвојен. Сада се назива Синамон-контролни-центар и представља комбинацију Гном-контролног-центра и Синамон-подешавања. Гном-скринсејвер је такође промењен и сада се назива Синамон-скринсејвер. Сада је могуће инсталирати и ажурирати аплете, наставке, десклете и теме кроз контролни центар уместо нпр. стављати теме у .теме фолдер. Још једна одлика је измењени Немо интерфејс. Дисклети су добијени овим издањем као додаци.
Синамон 2.0 је објављен 10. октобра 2013. године. Од ове верзије, Синамон се не налази више на врху ГНОМ десктоп окружења као нпр. Јунити или ГНОМ Шел. Синамон је и даље прављен на основама ГНОМ технологије користећи ГТК+, али више не захтева ГНОМ да буде инсталиран. Највеће промене у овој верзији представљају побољшано "стављање плочица", побољшано корисничко управљање, подешавање звучних ефеката и побољшање перформанси за апликације које захтевају цео екран.

### Верзије
| Историја објављивања верзија | Историја објављивања верзија | Историја објављивања верзија | Историја објављивања верзија                       | Историја објављивања верзија             | Историја објављивања верзија |
| Верзија                      | Датум                        | Базирани на ГТК+ (верзије)   | Доступност                                         | Информације                              |                              |
| ---------------------------- | ---------------------------- | ---------------------------- | -------------------------------------------------- | ---------------------------------------- | ---------------------------- |
| 1.4                          | 2012-05-22                   | 3.4 (2012-03-26)             | Линукс Минт 13                                     | Прво велико Синамон издање               |                              |
| 1.6                          | 2012-11-20                   | 3.4 (2012-03-26)             | Линукс Минт 14                                     |                                          |                              |
| 1.8                          | 2013-05-13                   | 3.4 (2012-03-26)             | Линукс Минт 15                                     |                                          |                              |
| 2.0                          | 2013-11-30                   | 3.8 (2013-05-13)             | Линукс Минт 16, Федора ЕПЕЛ 7                      | Синамон је сада потпуно десктоп окружење |                              |
| 2.2                          | 2014-05-31                   | ≥ 3.9.12                     | Линукс Минт 17, Дебијан 8 "Џеси"                   |                                          |                              |
| 2.4                          | 2014-11-29                   | ≥ 3.9.12                     | Линукс Минт 17.1                                   |                                          |                              |
| 2.6                          | 2015-06-30                   | ≥ 3.9.12                     | Linux Mint 17.2, Дебијан 9 "Стреч", Федора 21 и 22 |                                          |                              |
| 2.8                          | 2015-12-05                   |                              | Линукс Минт 17.3, Федора 23                        |                                          |                              |
| 3.0                          |                              |                              | Линукс Минт 18 (базиран на Убунту 16.04 ЛТС)       |                                          |                              |

## Компоненте софтвера
Синамон је изменио неколико апликација ГНОМ језгра.

## Карактеристике
Карактеристике обезбеђене од стране Синамона укључује
- Десктоп ефекте, укључујући анимације и покретне ефекте;[тражи се извор]
- Панели опремљени главним менијем, покретачима, списак прозора и систем палета се могу померати лево, десно, горе или доле на екрану
- Разне наставке;
- Аплете који се појављују на панелу
- Преглед функција сличан прегледу у ГНОМ Шелу; и
- Едитор подешавања за лакшу измену. Он може да мења:
  - Панел
  - Календар
  - Теме
  - Десктоп ефекте
  - Аплете
  - Наставке

Од 24. јануара 2012. године није постојала званична документација за Синамон, иако се већина документације за ГНОМ Шел односи на Синамон. Постоји документација за Синамон издање Линукс Минта, са поглављем о Синамон десктопу.

### Галерија
- Синамон 1.6.7 мени на Линукс Минт Маји.
- Синамон 1.6 Алт-таб сличице и преглед прозора.
- Синамон 1.6 аплет нотификације.
- Синамон 1.6 радни простор.
- Синамон контролни центар у Синамону 1.8.

### Опција прегледања
Нови прегледачки модули су додати у Синамон 1.4. Ова два модула су "Експо" и "Скејл", који се могу подесити у Синамон подешавањима.

## Растегљивост
Синамон може бити измењен темама, аплетима и наставцима. Теме могу изменити изглед Синамона, укључујући али не и ограничавајући се на мени, панел, календар и покретачки дијалог. Аплети су иконе или текст који се појављује на панелу. Пет аплета су обликвани стандардно, и девелопери су у могућности да направе свој сопствени. Постоји туторијал за прављење једноставних аплета. Наставци могу изменити функционалност Синамона, као нпр. обезбеђивање извора или мењање изгледа Alt+Tab ↹ виндоус мењача.
Девелопери могу ажурирати њихове теме, аплете и наставке на Синемон веб страници и тако омогућити корисницима да их скину и оцене.

## Адаптација
Синамон је доступан у Линукс Минт 12 ризницама, и укључен је у све верзије од Линукс Минта 13 па навише као један од четири могућих избора за десктоп окружење, један од осталих је МАТЕ. Такође представља опционални кориснички интерфејс у Линукс Минт Дебијан ажурираном издању.
Осим на Линукс минту, Синамон је доступан на Убунту преко ППА, Федори, openSUSE 12.1, Арч Линуксу, Џент Линуксу, Меги, Дебијану, Пардусу, Мањаро Линуксу и Сабојану 8. Представља стандардно десктоп окружење на Сноулинуксу, Цубунту, и Цр Ос Линуксу, и очекује се да буде усвојен од стране Фјужн Линукса за верзију 16, иако његово издање није било доступно од јуна 2014. године. as of June 2014.

## Утисци
Иако је од јануара 2012. године још увек у раној фази развоја, пријем Синамона је генерално позитиван. Његови корисници га доживљавају као више фелскибилнији и моћнији од ГНОМ Шел-а пружајући напредне карактеристике.
У свом прегледу Линукс Минта 17, Арс Техника је описао Синамон 2.2 као "најприступачније и најкорисније десктоп окружење на свим платформама."

## Контроверзе око коришћења застарелих библиотека
Кинарх, дистрибуција базирана на Арч Линуксу која користи Синамон као сопствено десктоп окружење, је најавила да ће га заменити ГНОМОМ да би остали конкурентни. Нова верзија дистрибуције је објављена 13. маја 2013. године, након што је преименована у "Антергос". Члан развојног тима Клемент Лефбре је коментарисао на форуму да је компактибилност најновије библиотеке веома битна, али упркос честим неспојивим променама у ГТК+ и ГНОМ библиотекама, пројекат је често приморан да се фокусира на што бољу компактност са старијим библиотекама које већина корисника и користи. Он је изразио своју забринутост због недостатка комуникације Арч одржаваоца пре његовог објављивања, која је неопходна с обзиром на брз темпо објављивања различитих дистрибуција: